# Giovanni Barbagli
Giovanni Barbagli (Viciomaggio, 24 giugno 1931 – Bruxelles, 27 giugno 2006) è stato un politico italiano, esponente della Democrazia Cristiana e già parlamentare europeo.

## Biografia
Eletto Consigliere regionale della Toscana nel 1970 per la Democrazia Cristiana, conferma il proprio seggio in Consiglio regionale anche nel 1975.
È stato eletto alle elezioni europee del 1979 per le liste della DC ed è stato membro della Commissione per gli affari sociali e l'occupazione, della Commissione per i bilanci e della Delegazione per le relazioni con l'America Latina. Ha aderito al gruppo parlamentare del Partito Popolare Europeo. Rimane in carica fino al 1984.
Muore il 27 giugno 2006, tre giorni dopo aver compiuto 75 anni.